# 那古野城
那古野城（なごやじょう）は、戦国時代に尾張国愛知郡那古野（現在の愛知県名古屋市中区）にあった日本の城。

## 概要
今川氏親（今川義元の父）築城。16世紀前半に30年ほど存続した後に廃城となるが、旧城地は廃城から半世紀ほど後に再び城地に取り立てられ、名古屋城になった。

## 歴史
那古野は、元々駿河の今川氏親が尾張東部まで支配領域を拡大していた時期に庶流の那古野氏が領有し、斯波氏が尾張を領有した後もこの地に留まっていた。大永年間に今川氏親が尾張進出の拠点として、現在の愛知県名古屋市中心部が広がる熱田台地（名古屋台地）の西北端に築城した「柳ノ丸」を起源とする。今川氏の時代、この城の城主は氏親の一族で一説には那古野氏の家督を継いだともいわれている今川氏豊という人物であったと伝えられている。
天文7年（1538年）、勝幡城の織田信秀が計略により今川氏豊を追放して城を奪い、那古野城に拠点を置いたとされる。信秀が那古野城を奪った時期はかつては天文元年（1532年）が通説とされていたが、山科言継の日記『言継卿記』には天文2年（1533年）に信秀によって勝幡城に招かれたこと、その際に「那古野の今川竹王丸（後の氏豊）」に会ったとの記述があることなどの史料をもとに、1992年に発表された論文をきっかけとして近年では天文7年（1538年）であると考えられている。また、信秀の嫡子・織田信長の生誕地も、信秀がまだ幼い信長にこの城を譲った経緯から那古野城説が通説であったが、近年では他も考えれれるようになり、勝幡城説が有力と考えられている（詳細は織田信長#少年期を参照）。
弘治元年（1555年）、信秀の後を継いでいた織田信長は、一族の織田信友を滅ぼして清須城に移った。信長が離れた後の那古野城は信長の叔父信光、信長の重臣林秀貞らが一時入ったが、やがて廃城となった。
約50年後の慶長14年（1609年）、徳川家康がこの城の故地に目をつけ、名古屋城の築城に着手する直前には、鷹狩に使われるような荒れ野になっていたと伝えられている。

## 遺構
中世城郭の那古野城は完全に近世城郭の名古屋城の郭内に取り込まれたため、中世の那古野城を直接に偲ばせる遺構はほとんど存在しない。ただ、名古屋城二之丸は那古野城の故地であるとされており、現在、二之丸内に那古野城址の碑が建っている。
また、那古野の地名は名古屋城の西南に残っている。ただしこちらは現在は“なごの”と読む。

## 所在地
- 愛知県名古屋市中区二の丸1

## 交通アクセス
- 名古屋城#交通アクセスを参照。